# Cosmosoma telephus
Cosmosoma telephus là một loài bướm đêm thuộc phân họ Arctiinae, họ Erebidae.